# Vladislav I. Vlaški
Vladislav I.  (romunsko Vladislav I, Vlaicu ali  Vlaicu-Vodă) je bil vlaški knez iz Basarabske dinastije, ki je vladal od 16. novembra 1364 do leta 1377, * 1325, † 1377.
Na vlaškem pretolu je nasledil kneza Nikolaja Aleksandra. Bil je vazal bolgarskega carja Ivana Aleksandra. Februarja 1369 je osvojil Vidin in v zameno za Severin, Amlaş in Făgăraş priznal ogrskega kralja Ludvika I. za svojega vazalnega gospoda. Ludvik I. je leta 1373 zasedel Severin, vendar so ga leta 1376 ali 1377 ponovno osdvojili Vlahi.

## Vira
- Czamańska, Ilona (1996). Mołdawia i Wołoszczyzna wobec Polski, Węgier i Turcji w XIV i XV wieku. Poznań: Wydawnictwo Naukowe UAM.
- N. Constantinescu. Vladislav I 1364-1377. Editura Militară, Bukarešta, 1979.

| Vladislav I. Vlaški Rojen: 1325 Umrl: 1377 |                        |                    |
| Vladarski nazivi                           |                        |                    |
| Predhodnik: Nikolaj Aleksander             | Vlaški knez 1364 –1377 | Naslednik: Radu I. |